# Sanssouci

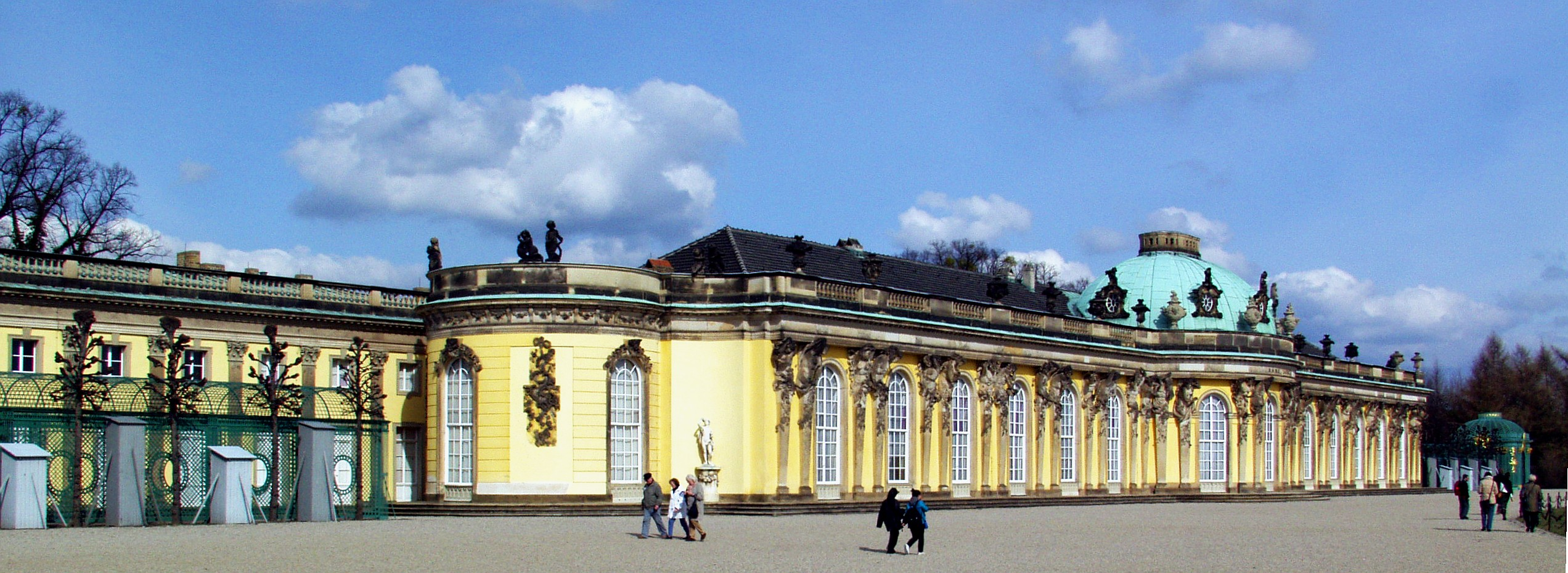
Slot Sanssouci

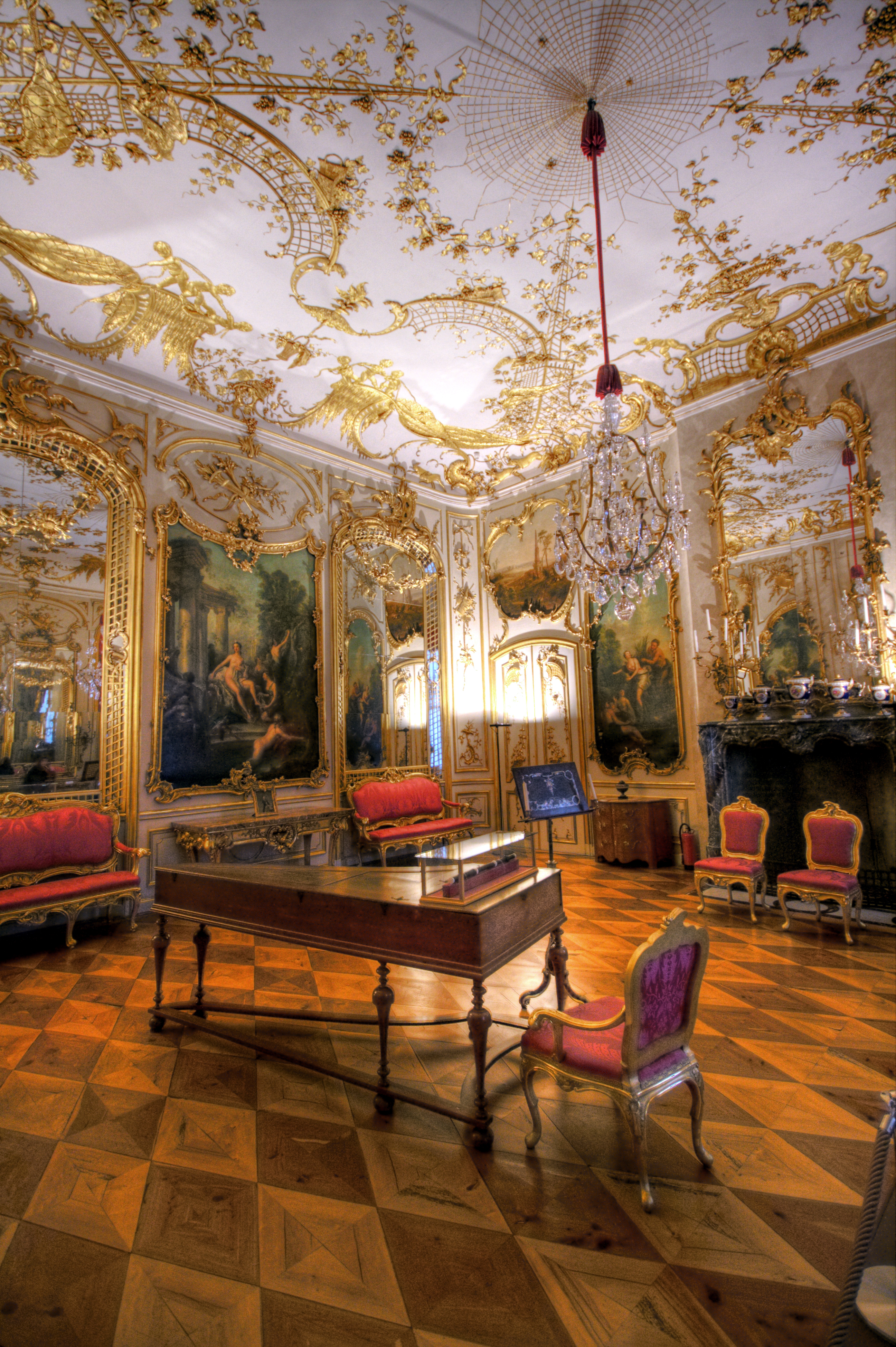
Concertkamer in Slot Sanssouci

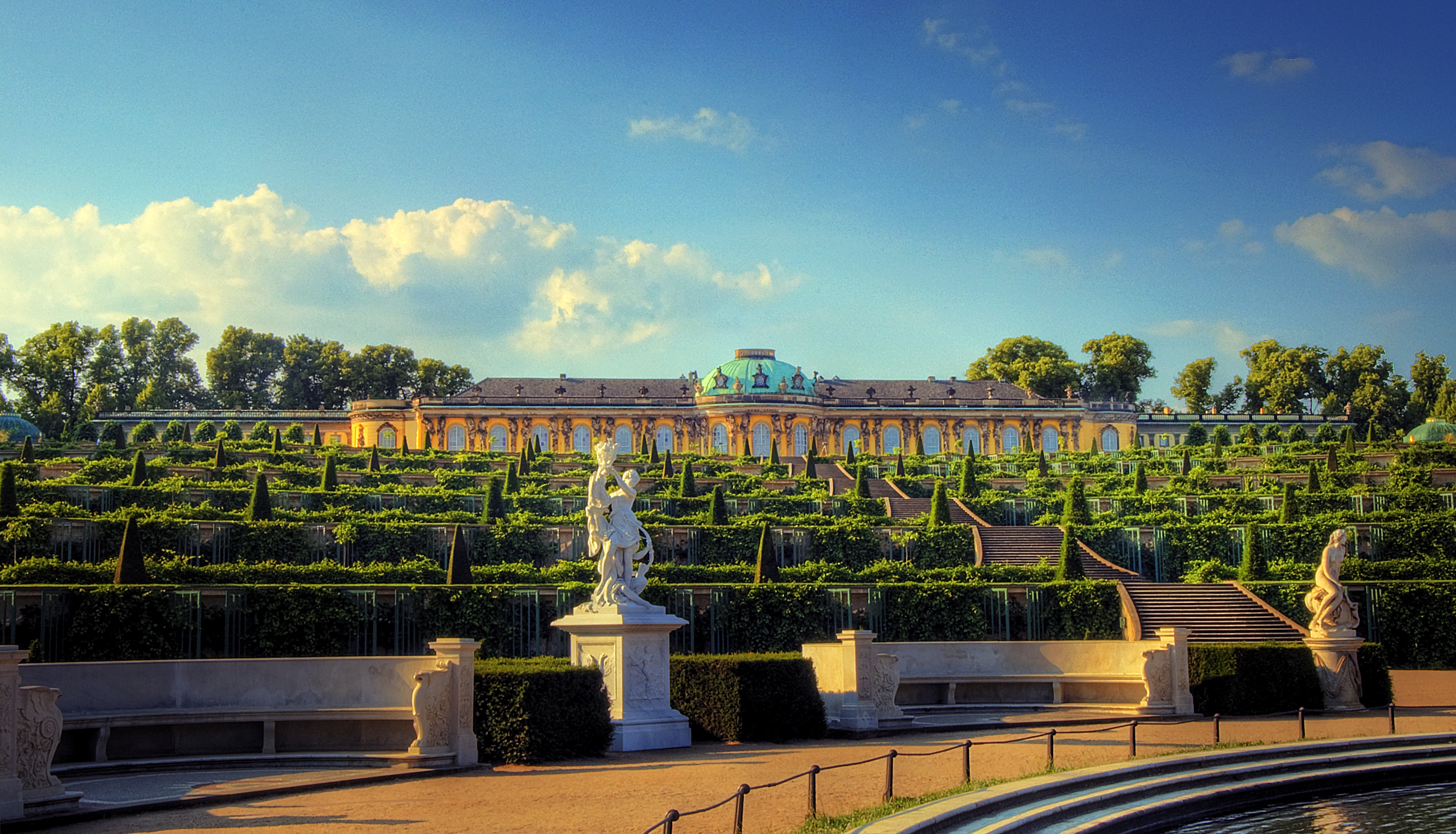
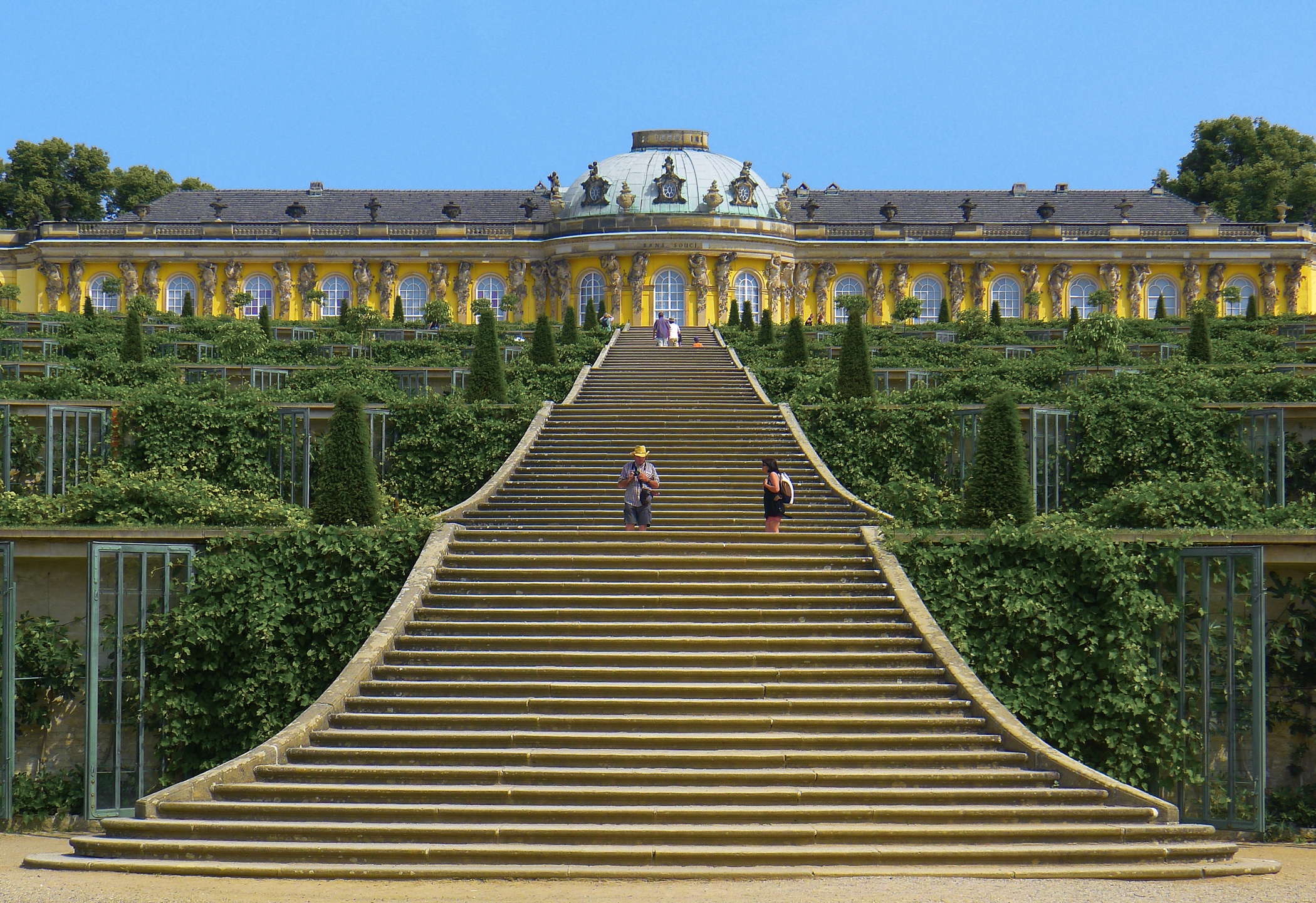
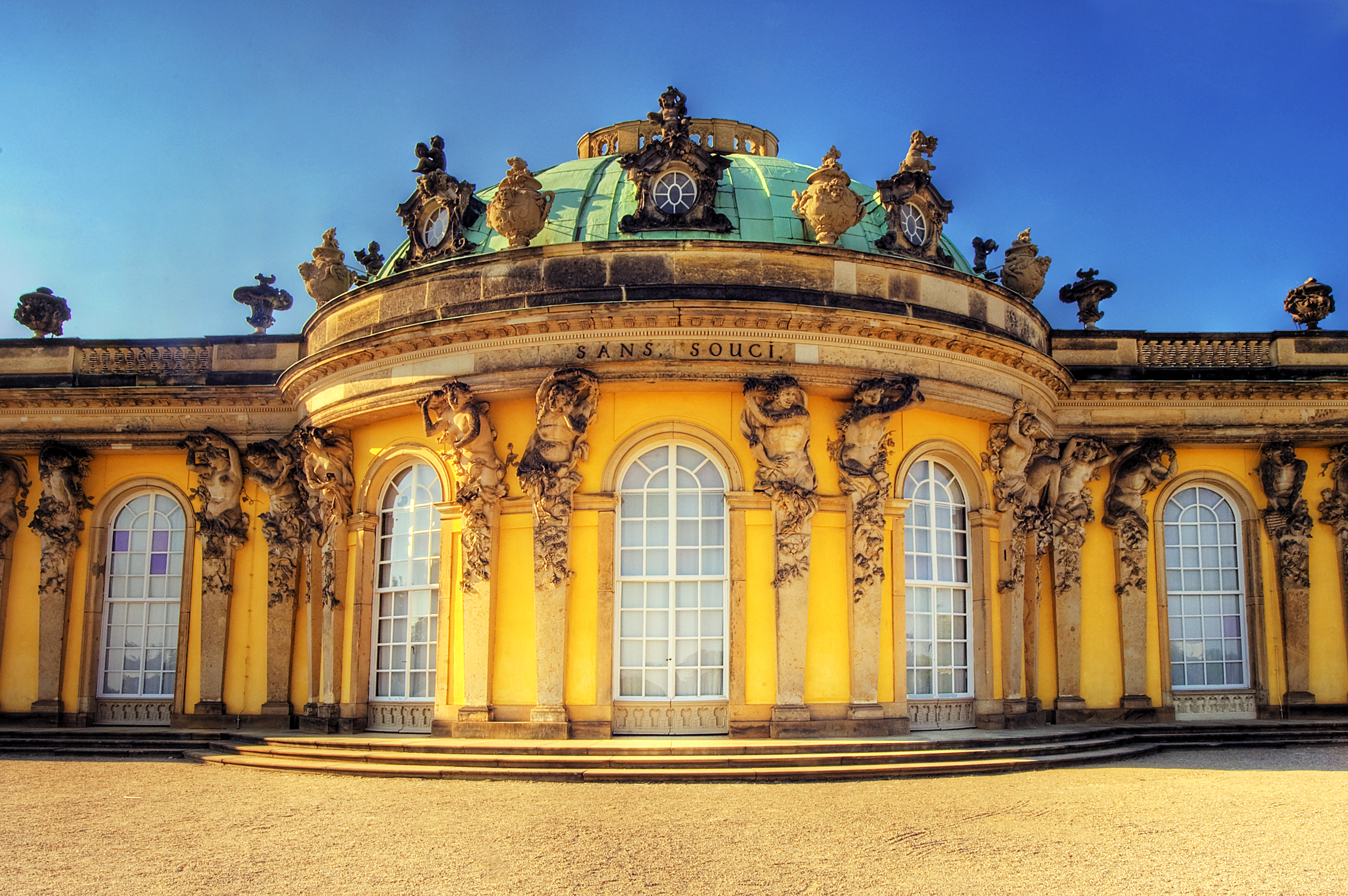
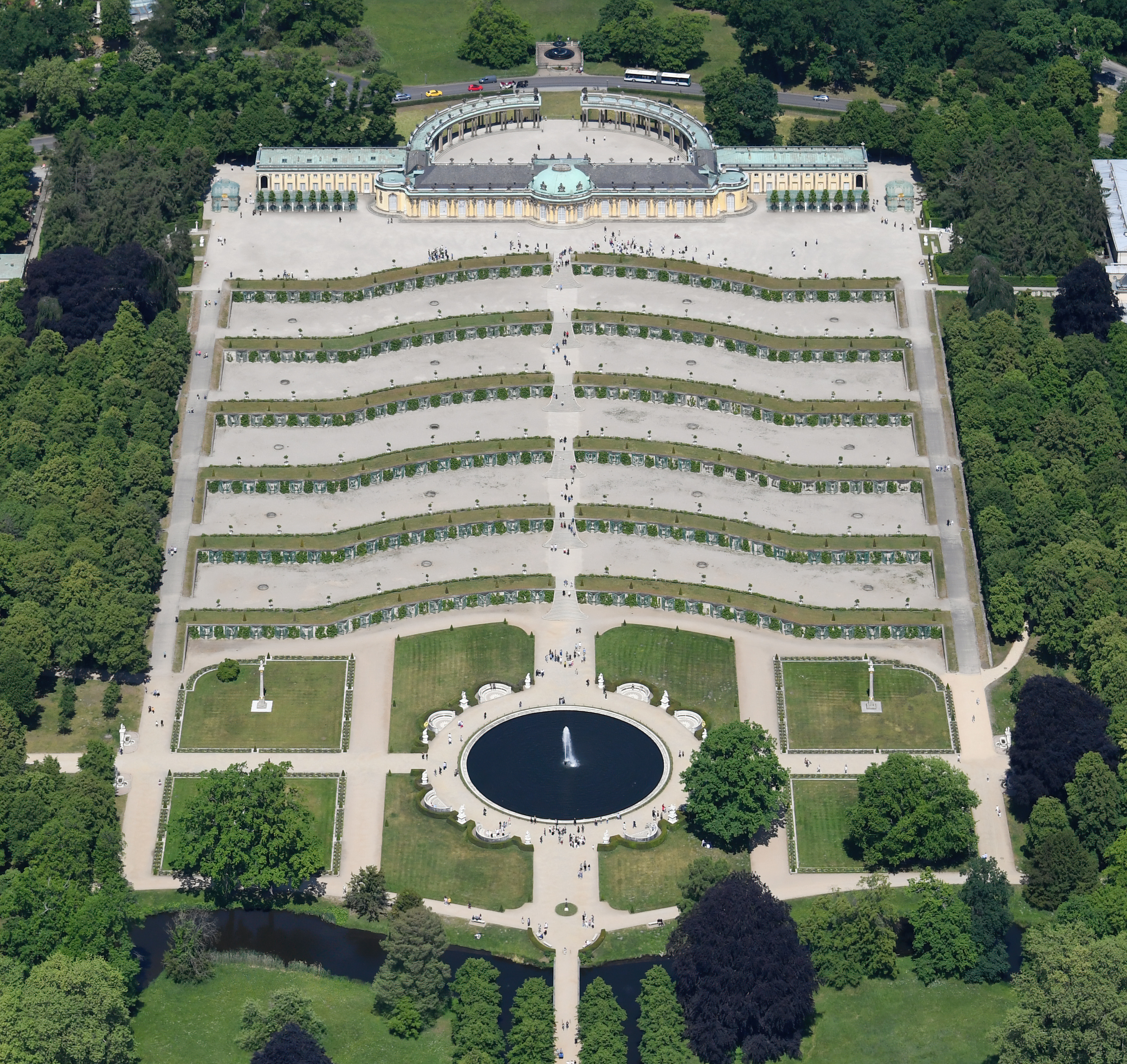

Slot Sanssouci (van het Franse sans soucis; "zonder zorgen") ligt in het oostelijke deel van het gelijknamige park en is een van de bekendste paleizen in Potsdam in de Duitse deelstaat Brandenburg. De Pruisische koning Frederik de Grote liet in de jaren 1745 – 1747 een klein zomerpaleis in rococo-stijl bouwen. Op het ontwerp had de koning veel invloed. De samenwerking met de architect Georg Wenzeslaus von Knobelsdorff liep spaak, omdat Frederik geen trappen wilde om op het terras te komen. Knobelsdorff vond dat het paleis op een sokkel moest staan, zodat het vanuit het park beter tot zijn recht zou komen. Jan Bouman, een architect van Nederlandse afkomst, nam de leiding van het project over.
Onderaan de trappen ligt de grote fontein. Om de grote fontein staan beelden van de 12 Titanen, goden uit de Griekse mythologie.
Frederik de Grote liet op het terras van het kasteeltje een grafkeldertje voor zichzelf en zijn geliefde hazewindhonden bouwen. De koning hield niet van kerken, en wees tijdens wandelingen op het terras vaak spottend naar de lege groeve met de opmerking "quand je suis là, je suis sans soucis". (Frans:"Als ik daar ben, ben ik zonder zorgen"). Na veel omzwervingen werd de kist van de koning pas in 1991 onder het terras begraven.
De naam van het kasteeltje wordt vaak als Sans Souci of Sanssouci geschreven, maar op de gevel staat "SANS,SOUCI.".
Deze schrijfwijze is erg onorthodox en de plaatsing van komma en punt is onlogisch. Een verklaring is deze:
Frederik de Grote was erg bedreven in anagrammen en wie het Frans en Latijn beheerst komt op "sans virgule/virgula souci point" of nog beter "sans petit baguette souci point". Een scabreus anagram dat als "zonder klein stokje heb je geen zorgen" kan worden begrepen. Baguette of "klein stokje" werd in het Frans van de 18e eeuw als versluierend woord voor "penis" gebruikt. De virgule kan ook anders worden gelezen; dan staat de komma voor calvinisme en de punt voor deïsme. Dan zou de oplossing van het anagram "zonder de religie (van mijn vader) geen zorgen" of zelfs "Ohne Vater-Religion-Penis keine Sorge".
Onder Frederik Willem IV van Pruisen werd Slot Sanssouci tussen 1840 en 1842 door de ombouw en de verlenging van de twee zijvleugels verder uitgebreid. Lodewijk Persius maakte hiervoor het ontwerp. Als bouwopzichter werd Ferdinand van Arnim aangesteld. Sinds 1990 staat Sanssouci met zijn paleizen en parken als Werelderfgoed onder de bescherming van UNESCO. De organisatie zegt hierover het volgende:
Paleizen en parken van Sanssouci, vaak als „ het Versailles van Pruisen“ bestempeld, zijn een synthese van de diverse kunstrichtingen van de 18e eeuw in de steden en hofhoudingen van Europa. Het geheel is een treffend voorbeeld van architectonische creaties en landschapsvormgeving met als achtergrond het monarchale staatsidee.

## Park Sanssouci
In het park en op de aangrenzende Klausberg werden, behalve Slot Sanssouci, nog enkele gebouwen neergezet in opdracht van Frederik de Grote.
- Bildergalerie (Sanssouci)
- Neue Kammern
- Neptungrotte
- Chinesisches Haus
- Neues Palais
- Freundschaftstempel
- Antikentempel
- Obeliskportal en de Obelisk
- Kunstzinnig bedoelde ruïnes op de ruïneberg
- Belvedere op de Klausberg
- Drakenhuis op de Klausberg

Frederik Willem IV van Pruisen voegde later de volgende bouwwerken toe:
- Schloss Charlottenhof
- Romeinse baden
- Vredeskerk met de aangrenzende gebouwen
- Orangerieschloss ook wel Neue Orangerie op de Klausberg

Onder Frederik Willem IV werden verschillende parken heraangelegd volgens plannen van Peter Joseph Lenné.